# 아카데미체스카야역 (상트페테르부르크 지하철)
아카데미체스카야역(러시아어: Академическая)은 러시아 상트페테르부르크 시에 있는 상트페테르부르크 지하철 키롭스코 비보륵스카야 선의 철도역이다. 1975년 12월 31일에 개통되었다. 이 역의 심도는 64m(210ft) 정도 된다.
역명은 인근에 수많은 연구소가 위치하고, 거리들은 과학자와 그 업적들을 기리기 위해 제정되었다. 2018년 7월 30일부터 2019년 7월 1일까지 이 역은 내부 수리를 위해 폐쇄되었다.

## 개요
역의 입구 로비는 시빌 프로스펙트(Гражданский проспект)와 사이언스 애비뉴(Проспект Науки Avenue)의 모퉁이에 있다. 지상 로비 내부의 프리즈는 광택이 나는 레드핑크 화강암, 바닥은 회색 화강암으로 되어 있으며, 캐시룸 벽은 하얀 대리석으로 되어 있다.